# Alice Lee Moqué
Alice Lee Moqué (nascida Hornor; anteriormente Snelling; 20 de outubro de 1861 – 16 de julho de 1919), foi uma viajante norte-americana, escritora, correspondente de jornal, fotógrafa, e sufragista. Ela também foi uma das primeiras mulheres ciclistas na América.
Além de artigos de jornal sobre uma ampla variedade de tópicos, e um romance, ela publicou Delicioso Dalmácia (1914), um relato de viagens através de Dalmácia antes da Primeira Guerra Mundial. Ela foi eleita para a Liga Americana de Mulheres Canetas em 1915.